# Dobrudzsai németek
A dobrudzsai németek romániai német kisebbség volt, amely mintegy száz évig élt Észak-Dobrudzsában, a Fekete-tenger nyugati partvidékén. A népcsoport 1840 körül alakult ki, amikor Besszarábiából és az Orosz Birodalom déli területeiről német származású telepesek vándoroltak be a területre; 1940-ben szervezetten kitelepültek a Német Birodalomba.

## Történet
A 19. század közepétől német telepesek több hullámban (1840–1854, 1873–1883, 1890–1891) vándoroltak be az akkor az Oszmán Birodalomhoz tartozó Dobrudzsába. Többségük Besszarábiából érkezett, ahova 1812-ben I. Sándor orosz cár idején kerültek, és ahol kezdetben többféle kiváltságban részesültek. Itt azonban nehezen alkalmazkodtak a klímához és a számukra szokatlan társadalmi-politikai helyzethez. A tartós szárazság, az ebből fakadó szegénység és a privilégiumaik elvesztése miatt a 19. század közepén a kivándorlást választották. Az Oszmán Birodalom nem szervezett ugyan állami betelepítési programot, de annyi földet adott a betelepülőknek, amennyit képesek voltak megművelni (fejenként 10 hektárt), ezenkívül vallásszabadságot, adókönnyítéseket és hat évre katonai mentességet kaptak. Az első telepesek 1842-ben érkeztek a törökök által lakott Akpunar faluba (mai neve Mircea Vodă). A németek első önálló kolóniája Malcoci, a második Atmagea volt, 1850 körül jött létre Cataloi és Ciucurova, utóbb Tulcsában munkások és kézművesek is megtelepültek, akik a dunai hajózásban kaptak munkát. Besszarábián kívül érkeztek német telepesek az Orosz Birodalom déli részén fekvő Herszoni, Jekatyerinoszlavi és Taurini kormányzóságokból is.

Az első dobrudzsai német nyelvű irat, Akpunar falu keresztelési anyakönyve. Szövege: „Tauf- und Kirchen-Buch über Die Neugebohrene Kinder welche in der Provens Bulgary im Mertschiner Kasa im Dorf Acponar gebohren sind. Dorf Acponar den 8ten February 1847”

Az 1877–1878-as orosz-török háborút lezáró,  1878. március 3-án megkötött San Stefanó-i békeszerződés alapján Románia megkapta Észak-Dobrudzsát, majd az ugyanebben az évben július 13-án véget ért berlini kongresszus döntése értelmében Dél-Dobrudzsát is. A terület igazgatását november 26-án vették át. 1917-ig a dobrudzsai németek száma a természetes növekedés folyamán megháromszorozódott, de így is csak a lakosság 2%-át tették ki.
A 20. század elején Dél-Dobrudzsában is megjelentek a német telepesek, ahol több településen szóródtak szét. Nagyobb számú telepes megalapította a mai Dobrevót, amelynek a Kalfa nevet adták.
Az első világháború alatt számos dobrudzsai német szolgált a román hadseregben. Lojalitásuk ellenére mintegy 200 dobrudzsai németet gyanús elemként internáltak, köztük a malcoci-i lelkészt is. A német közösség vagyonát birodalmi német vagyonnak tekintették és zár alá vették. A német nyelv használatát betiltották, a konstancai német nyelvű iskolát állami felügyelet alá helyezték. Miután a központi hatalmak 1916-ban elfoglalták Dobrudzsát, újra megkezdődhetett a német nyelvű oktatás. A tanórákat és az istentiszteletet német katonák és tábori lelkészek tartották. 1916 és 1918 között jelent meg a régió egyetlen német nyelvű lapja, a Dobrudscha-Bote.
Románia területi gyarapodásával a dobrudzsai németek kapcsolatba kerültek a többi romániai népcsoporttal; 1924-ben megalakult a német származású polgárok dobrudzsai szövetsége, amely 1931-ben csatlakozott a romániai németek szövetségéhez. 1934-ben Johann Klukas személyében nemzetiszocialista vezetőt választottak.
Az első világháború után a dobrudzsai németek szorosabb kapcsolatot kerestek Németországgal. Az 1930-as évek végén felmerült a szervezett áttelepülés kérdése. Az egyre nehezebb megélhetés miatt a dobrudzsai német földművesek a nemzetiszocialista propaganda hatására készen álltak elhagyni szülőföldjüket. Szóba jött az is, hogy Erdélybe telepítik át őket, de ez az elképzelés meghiúsult az erdélyi szászok ellenállása miatt. Mivel a német kormány nem tartotta fennmaradásra képesnek ezt a népcsoportot, a románok pedig óvatosan ugyan, de alkalmazkodtak a német félhez, a „Heim ins Reich” jegyében 1940. október 22-én Bukarestben létrejött az áttelepítésekre vonatkozó német−román egyezmény, amely Dobrudzsa vonatkozásában 15 440 főt jelölt meg. A megállapodás alapján a kitelepülők vagyona a román államot illette meg, amelyet Romániának Németországba irányuló áruszállítással (elsősorban gabona és kőolaj) kellett megfizetnie. A legszegényebbekből összeválogatott mintegy három-négyszáz családból álló, ezerhétszáz fős csoport már 1938–1939-ben kiutazott. A többiek, mintegy tizennégyezer fő, 1940. novemberben keltek útra. Csernavodáig vasúton utaztak, onnan hajóval Zimonyig, majd ismét vasúton. Az utolsó csoport 1940. december 13-án érkezett Németországba. Két évig Majna-Frankföld, illetve Alduna kerület táboraiban éltek.
A német állampolgárság elnyerése előtt a kitelepítetteknek át kellett esniük az SD Bevándorlási Központi Hivatalának minősítésén, amelyet faji és egészségügyi szempontok szerint végeztek. Az orvosi bizottság által egészségesnek és „fajilag értékesnek” besorolt áttelepülőket az elcsatolt keleti területeken, a többi német áttelepülőt az úgynevezett Altreichban (Óbirodalomban) kellett elhelyezni, az „idegen származású” vagy nemkívánatos személyeket a Lengyel Főkormányzóságba kellett deportálni. A dobrudzsai németek többségét Warthegauba, illetve a Cseh–Morva Protektorátusba küldték. Az immár német állampolgár férfiak egy részét besorozták a Wehrmachtba vagy az SS-be.
A második világháború vége felé a Lengyelországban lakó kitelepítettek nyugat felé próbáltak menekülni a front elől. Két-háromezer fő Csehszlovákiában akart letelepedni, de visszairányították őket Romániába, ahol házaikban már mások laktak, így ismét kivándoroltak. Akinek nem sikerült időben távoznia Lengyelországból, csak 1950 körül engedték át Németországba. A dobrudzsai menekültek szétszóródtak Nyugat- illetve Kelet-Németországban (8559 illetve 2318 fő), de volt olyan is, aki az Amerikai Egyesült Államokba vagy Kanadába ment (a két országba összesen 1476 fő). Más nyugati országban (elsősorban) Ausztriában 384 fő telepedett le, Romániába 721-en tértek vissza. A Nyugat-Németországban megállapodtak egy részének sikerült egy tömbben letelepedniük Heilbronn környékén, ahol 1950-ben megalakították szövetségüket (Landsmannschaft). 1985-ben a szövetség csökkenő létszáma miatt csatlakozott a besszarábiai németek szervezetéhez.

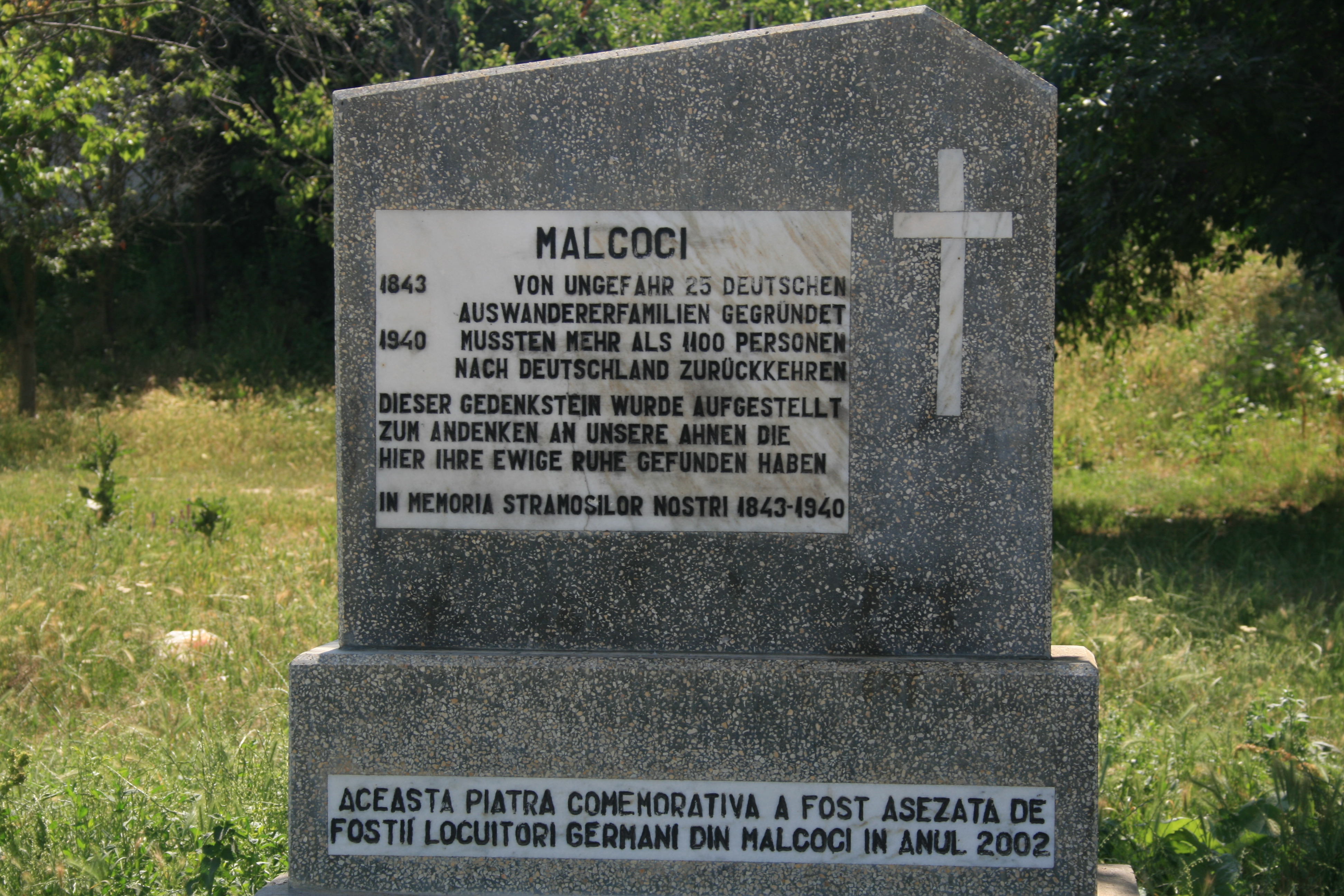
Emlékkő Malcoci-ban

Az 1989-es romániai forradalom után Konstancán megalakult a Dobrudzsai Németek Szövetsége. A hajdani evangélikus iskola épülete 1992-ben visszakerült a konstancai német evangélikus felekezet tulajdonába, 1998-ban kétnyelvű román−német óvodát alapítottak benne. Ugyanitt 2000-ben megnyílt a dobrudzsai németek találkozóhelye. A 21. században a német lakosság elsősorban a megyeközpontokban (Konstanca, Tulcsa) él, és nem a hajdani telepesek leszármazottja, hanem Erdélyből vagy a Bánságból költözött oda.
A dobrudzsai német templomok és temetők közül néhány megmaradt, gyakran a külföldön élő dobrudzsai németek támogatásának köszönhetően. A Dobrudzsai Német Szövetség 2002 óta emlékköveket állít minden olyan dobrudzsai német településen, ahol hajdan németek éltek.

## Népesség
1841-ben Ion Ionescu de la Brad 59 német családot jegyzett fel.
A tömeges kivándorlással bezárólag a lakosság száma az alábbiak szerint alakult:
| Év | 1880 | 1890 | 1896 | 1900 | 1905 | 1912 | 1918   | 1930   | 1940  |
| -- | ---- | ---- | ---- | ---- | ---- | ---- | ------ | ------ | ----- |
| Fő | 3071 | 4563 | 7830 | 8751 | 8142 | 7697 | 10 173 | 12 581 | 1 693 |

A 20. század második felétől napjainkig:
| Év | 1956 | 1966 | 1977 | 1900 | 1992 | 2002 | 2011 | 2021 |
| -- | ---- | ---- | ---- | ---- | ---- | ---- | ---- | ---- |
| Fő | 735  | 599  | 648  | 677  | 626  | 398  | 163  | 187  |

## Települések
A német bevándorlók Agemler Alacap, Anadalchioi, Atmagea, Căscioarele, Ciucurova, Cobadin, Cogealac, Cogealia, Colilia, Danachioi, Ebechioi, Făclia, Karamurat, Konstanca, Malcoci, Mamaia, Mangalia, Murfatlar, Mangeapunar, Nisipari, Omurcea, Schitu, Ortachioi, Osmancea, Palazu Mare, Sarighiol, Sarinasuf, Sofular, Sulina, Techirghiol, Tariverde, Tulcsa és Viile Noi településeken éltek.
A németek által alapított falvak szerkezete azonos volt, de nem a német hagyományokon, hanem az oroszországi modellen alapult. A házak a hosszú, egyenes út két oldalán sorakoztak, az utat két oldalon fák szegélyezték. A falu általában egy 23-25 méter szélességű utcából állt, amely Cogealacot kivéve nem szélesedett ki térré; a templom a házak sorában helyezkedett el. Néhány esetben (Malcoci, Sarighiol, Karamurat) a főutcával párhuzamos utcák is kialakultak. Kivételt képezett a dombon épült Atmagea, ahol a házak elhelyezkedését a domborzathoz igazították. A házak előtti kis kert minden ház esetében azonos szélességű volt, így a házak egy vonalban sorakoztak. A házak formája nagyjából azonos volt minden településen: hosszú és keskeny épület, ahol a tisztaszoba az utca felől helyezkedett el, utána befelé következtek azok a helyiségek, ahol éltek és dolgoztak. Nagyobb különbség csak a hosszúság és szélesség arányában volt: a délebbi települések házai különösen hosszúkásak voltak, 60-70 méter hosszúság mellett a szélességük csupán 6-8 méter volt. A bejárat a ház hosszú oldalán volt, a második helyiségnél, azaz egy kis előtérrel rendelkező konyhánál. A bejárattól balra a szép szoba, jobbra a hálószobák illetve a melléképületek helyezkedtek el. A lakóházzal szemben volt a nyári konyha, valamivel beljebb a pince lejárata és a kút az itatóvályúval.
A tipikus dobrudzsai német településkép realista leírása megtalálható Adolf Meschendörfer erdélyi szász író Der Büffelbrunnen [Bivalykút] című 1935-ben megjelent önéletrajzi jellegű regényében.

## Gazdaság

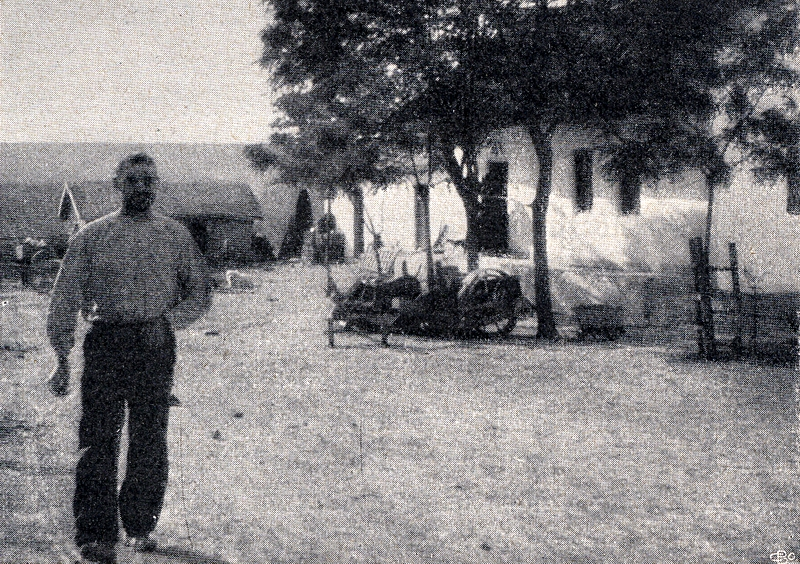
Dobrudzsai német férfi (Colilia, 1909)

A dobrudzsai német telepesek mintegy 80%-a a mezőgazdaságban dolgozott és növénytermesztéssel foglalkozott. Az állattenyésztést szinte kizárólag saját fogyasztásuk érdekében művelték, a tejtermékeket csak a városok (Konstanca és Tulcsa) közelében lehetett nagy mennyiségben értékesíteni. A kedvező talajviszonyok ellenére 1940-re a telepesek egyre inkább elszegényedtek, mert a nagy népszaporulat miatt felaprózódott birtokok már nem tudták eltartani tulajdonosaikat. Külön problémát jelentett, hogy egy eredetileg a bolgárok ellen hozott jogszabály értelmében, amelyet a gyakorlatban minden kisebbségre alkalmaztak, a németek nem vásárolhattak földet, még akkor sem, ha megvolt rá a szükséges pénzük. 1940-ben a népesség 40%-a nem rendelkezett földbirtokkal, ezért napszámosként vállalt alkalmi munkából éltek, de télen többnyire munka és jövedelem nélkül maradtak.
Mintegy 14%-uk volt kézműves; volt néhány téglavető, kovács, nyeregkészítő és 23 malomtulajdonos. 1887-ben a Gruber testvérek sörfőzdét alapítottak. A gazdasági élet szervezetlen volt, nem voltak szövetkezetek, bankok. 1911-ben viszont a medgidiai Dobrogea Bank alapításában több német is részt vett.

## Oktatás

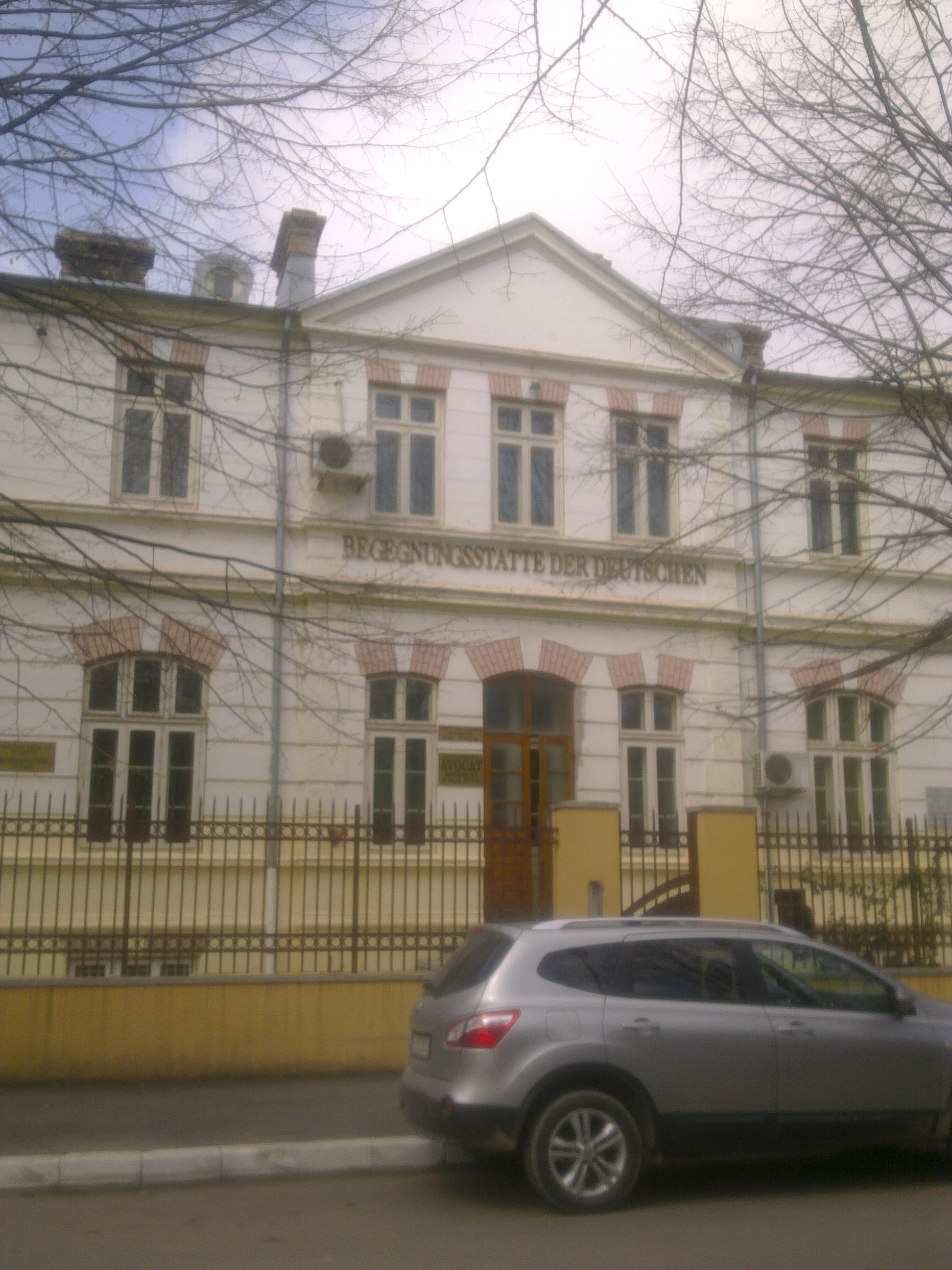
A konstancai német evangélikus iskola épülete

A dobrudzsai német falvaknak saját költségükön kellett az anyanyelvi oktatást megvalósítaniuk. Sok esetben nem volt pénzük egy iskola és egy tanító fenntartására, ezért a gyermekeket valamelyik gazda tanította. Ha több év után sikerült lelkész-tanítót találni, annak el kellett látnia az anyakönyv vezetését és a községi írnok hivatalát is; fizetését gyakran terményekben kapta. A kevéssé vonzó feltételek ellenére néha akadt egy-egy erdélyi, németországi vagy svájci tanító, aki hajlandó volt a régióban dolgozni, de általában rövid ideig tartottak ki. Az 1938/1939-es tanévben a németek által lakott 67 falu közül csak 20-ban volt német nyelvű oktatás. Mivel az állami oktatás még a többségükben németek által lakott településeken is kizárólag román nyelven folyt, az iskolakötelesek német nyelvű tanítását csak a hivatalos iskolaórák előtt vagy után lehetett megtartani. Konstancán 1894-ben német nyelvű magániskolát kezdtek építeni, ami 1901-ben készült el és 1940-ig működött. A konstancai német iskola hamarosan a kikötővárosban élő zsidó, örmény, görög és román iparos- és kereskedőcsaládok számára is vonzóvá vált, 1906-ban a más nemzetiségű tanulók száma már meghaladta a németekét. Az első községi német iskola csak az 1939/1940-es tanévben nyílt meg Cobadinban, kevéssel a kivándorlás előtt.

## Vallás
Az Oszmán Birodalomban a dobrudzsai keresztények szabadon gyakorolhatták vallásukat. A dobrudzsai németek többsége az evangélikus felekezethez tartozott (a két világháború közötti időszakban mintegy 55,3%), és a berlini evangélikus konzisztórium felügyelete alatt állt, amely lelkészeket küldött nekik, és anyagilag is hozzájárult a lelkészek fizetéséhez, illetve a templomok építéséhez. Az első világháborút követően a dobrudzsai egyházközségek betagozódtak a Romániai Ágostai Hitvallású Evangélikus Egyházba; a dobrudzsai evangélikus egyházközségek felügyelete és anyagi támogatása így az erdélyi szászokra maradt. Egy-egy lelkészre több egyházközség is jutott, így az istentiszteleteket gyakran a gazdák tartották. Az igehirdetés nyelve német volt.
A telepesek 32,5%-a a római katolikus egyházhoz tartozott, eredetileg a nikápolyi püspökségnek alárendelve, majd 1883-tól a bukaresti érsekséghez kerültek. Az érsekség néhány plébánia számára papot biztosított, de figyelemmel kellett lennie a hívek nemzetiségére is, mivel a római katolikusok között németek és olaszok is voltak.
1864-ben a német telepesek kezdeményezésére alakult egy baptista gyülekezet Cataloiban, de utóbb más nemzetiségűek is csatlakoztak hozzá. 1891-ben egy adventista német csoport telepedett le Dobrudzsában, Sarighiol faluban. A 19. század végén két adventista gyülekezet létezett, Anadalchioi és Viile Noi falvakban (ma mindkettő Konstanca negyede). A baptisták, illetve adventisták aránya a dobrudzsai német telepesek között 11%, illetve 1% körül volt.

### Német építésű vallási épületek Dobrudzsában
A konstancai evangélikus templomot 1894-ben építették. Németek által épített templomok találhatóak a mai Atmagea (1861), Malcoci (1882–1890), Ciucurova (1893), Mihail Kogălniceanu (1897–1898), Lumina (1903), Cogealac (1907–1909), Nisipari (1924), Tariverde (1927–1929) és Colilia (1934) községekben. A tariverdei templom 1933-ban beépített orgonája volt az első orgona Dobrudzsában. A Viile Noiban elkezdett templomépítés befejezetlenül maradt.
Imaházak épültek Făclia (1897), Sarighiol (1905) és Căscioarele (1906) falvakban.
1945 után egyes templomok a román ortodox egyház használatába kerültek. Az állam nem foglalkozott a gazdátlanul maradt templomépületekkel, így ezek állapota leromlott. Néhány templomot a külföldön élő dobrudzsai németek támogatásával újítottak fel.
Az elnéptelenedett Colilia falut 1969-ben lebontásra ítélték; a németek által épített, akkor már az ortodox egyház tulajdonába került hajdani evangélikus templom lassan pusztulásnak indult, és falai között juhászok tanyáztak állataikkal. 2006-tól kezdve ortodox apácák újították fel és alapítottak benne kolostort.

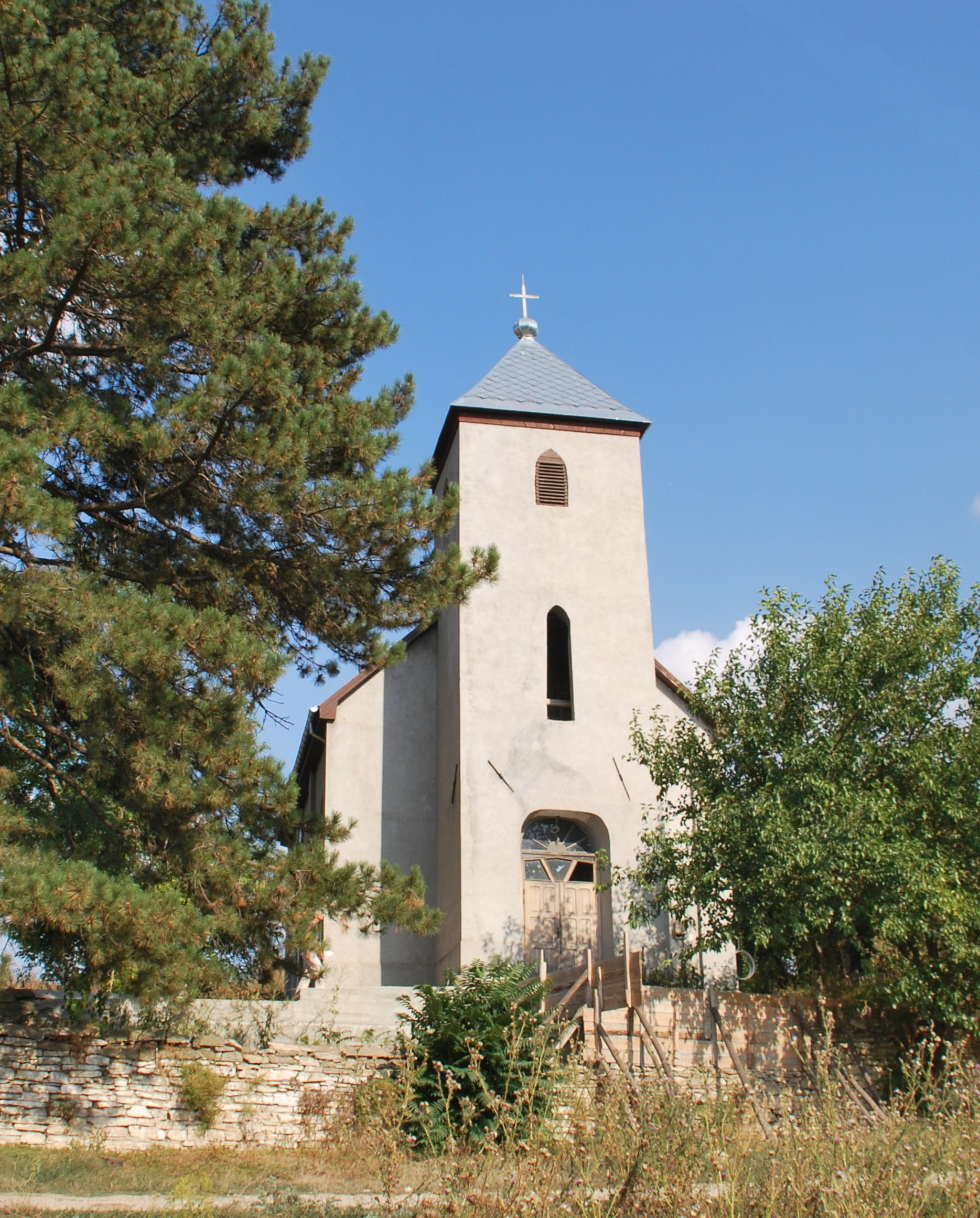
Atmagea
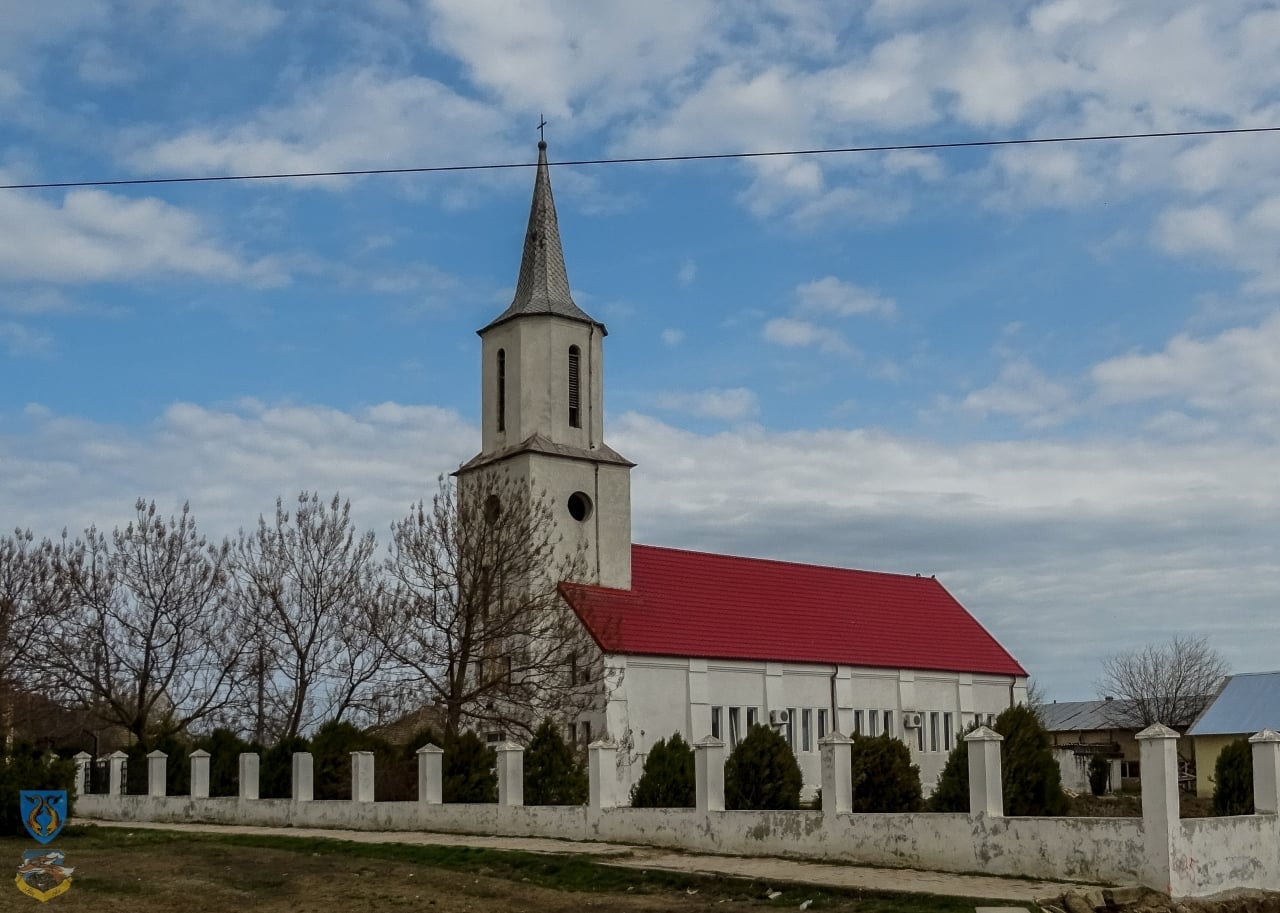
Cogealac
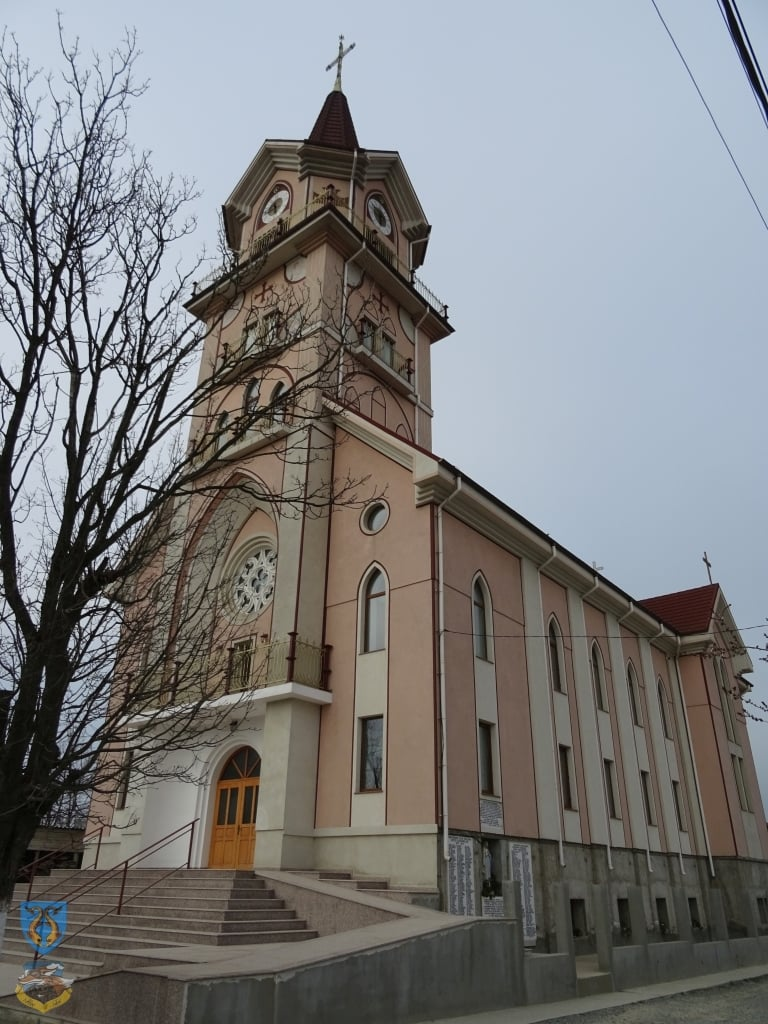
Cogealia
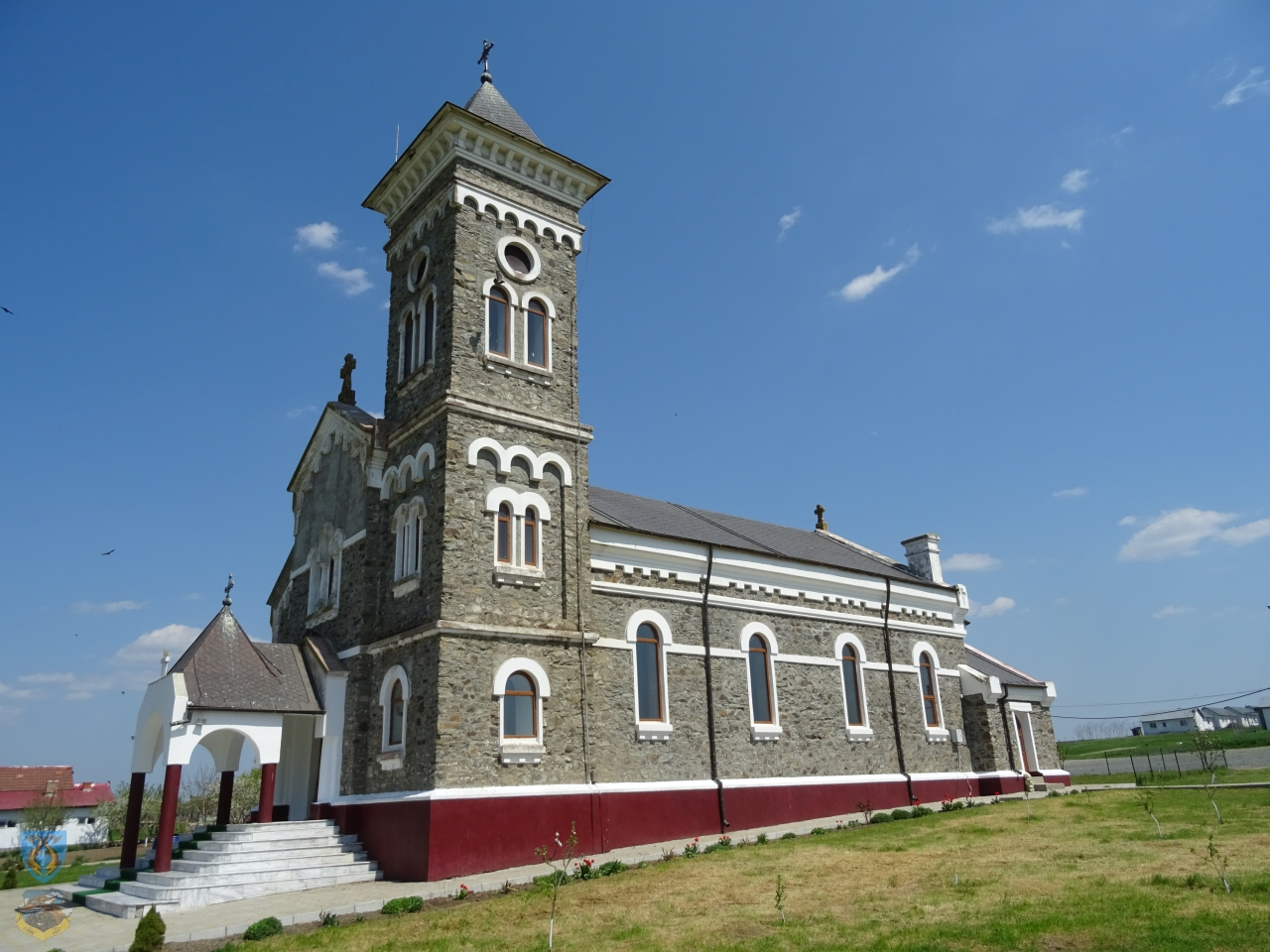
Colilia
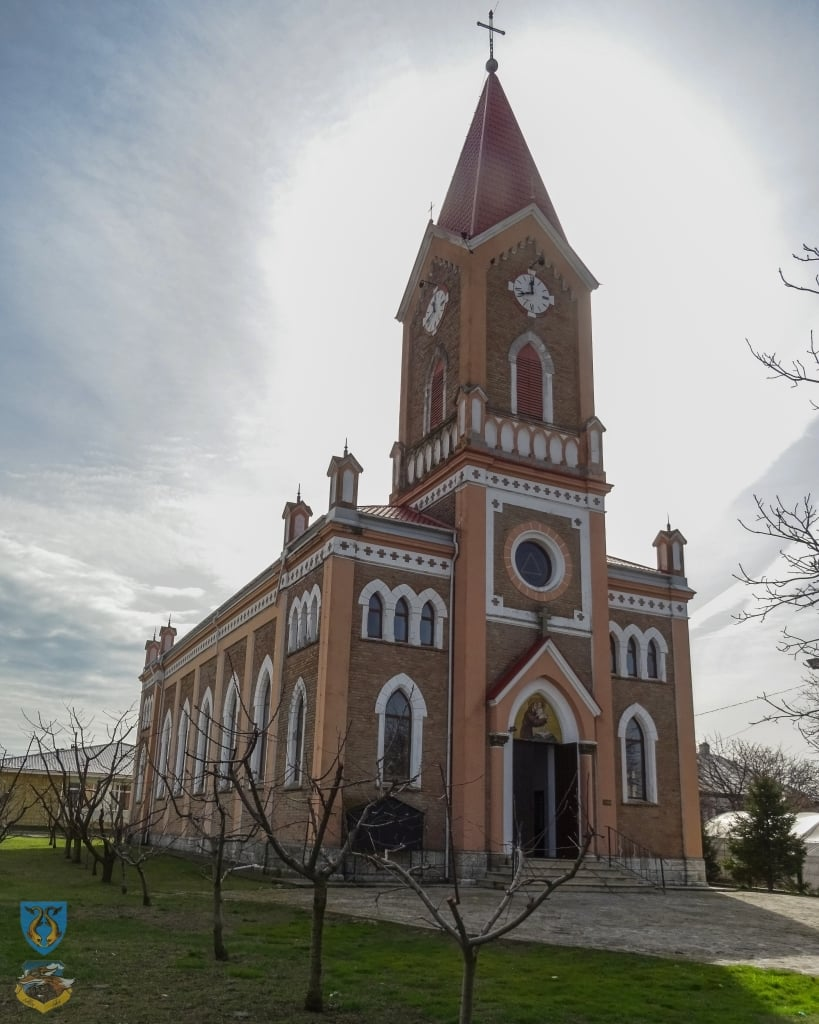
Karamurat
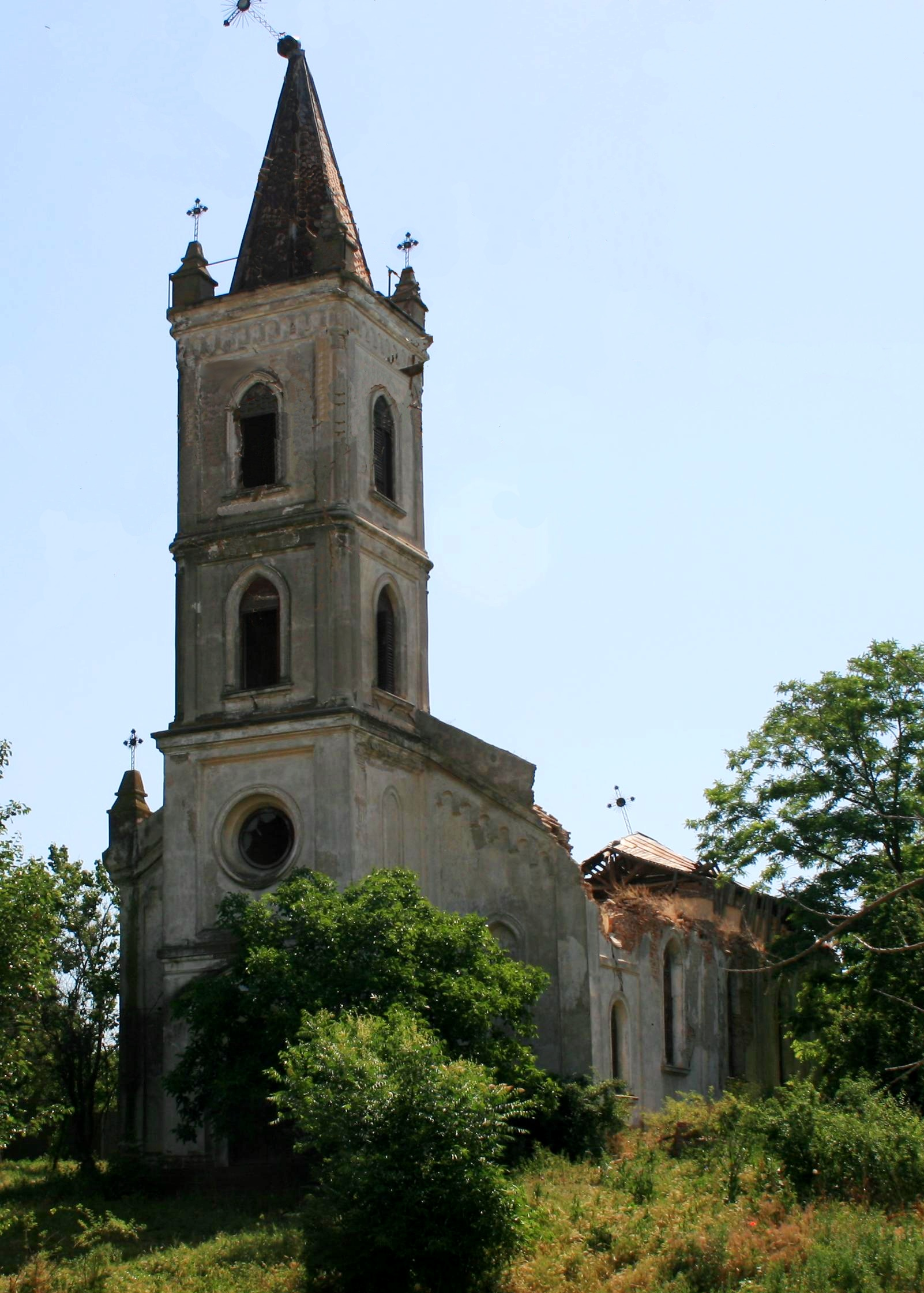
Malcoci
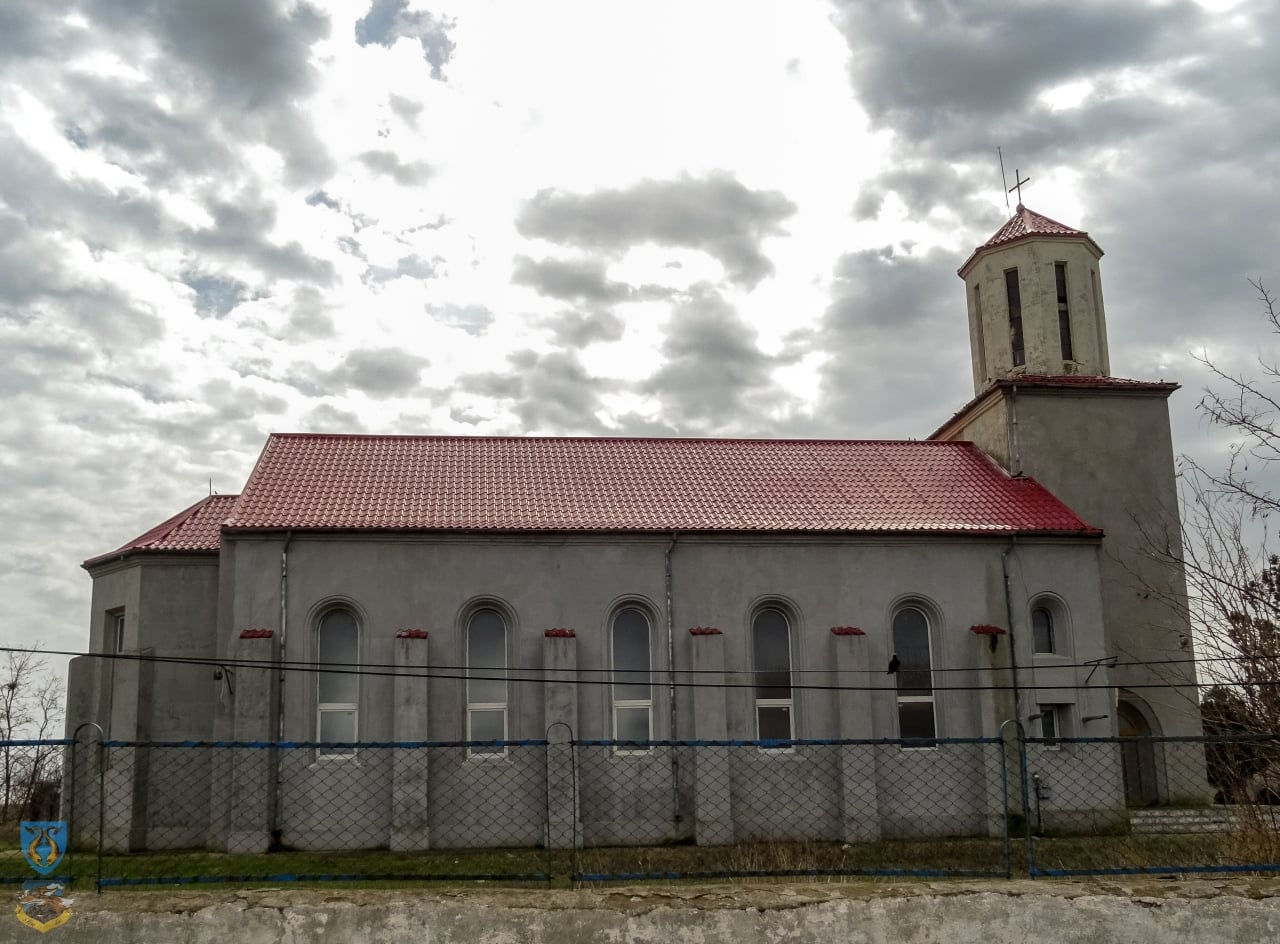
Tariverde